# Adervielle-Pouchergues
Adervielle-Pouchergues è un comune francese di 108 abitanti situato nella valle del Louron,  dipartimento degli Alti Pirenei, regione del Midi-Pirenei.

## Società

### Evoluzione demografica
Abitanti censiti